# 巴朗-迪格拉雅乌
巴朗-迪格拉雅乌是巴西马拉尼昂州的一个市镇。总面积2247.229平方公里，总人口16400人，人口密度7.3人/平方公里。